# 尚瑞芬
尚瑞芬（1964年—），山东金乡人，汉族，中华人民共和国政治人物、第十二届全国人民代表大会山东地区代表。
毕业于山东省委党校经济管理专业。担任山东省巨野县新世纪银星购物广场总经理。2008年起担任全国人大代表。2013年，担任全国人大代表。2018年2月24日，当选为第十三届全国人大代表。